# フェアオ・フォトゥアイカ
フェアオ・フォトゥアイカ（Feao Fotuaika、1993年4月23日 - ）は、スーパーラグビー・パシフィックブランビーズに所属するラグビー選手。

## プロフィール
- ニュージーランド・ギズボーン出身[1]。
- ポジションはプロップ(PR)。
- 身長 186cm、体重 135kg
- トンガ代表キャップ数は6(2025年1月現在）でラグビーワールドカップ2023のトンガ代表に選ばれた[2]。

## 略歴
クイーンズランド・カントリー、ブリスベンシティー、レッズ、リヨンOU、モアナ・パシフィカを経て、2025年、ブランビーズに加入。